# 八里垃圾焚化廠
八里垃圾焚化廠位於新北市八里區，1997年興建，2001年完工，建廠面積約3.5公頃，垃圾處理量1350公噸/日，服務地區主要為八里區、林口區、五股區、泰山區、淡水區、蘆洲區及三重區。

## 概要
八里垃圾焚化廠施工期間自1997年5月28日至2001年4月18日，外觀由貝聿銘·科布·傅立德聯合建築師事務所設計。完工後由行政院環保署移交給新北市政府，並由新北市環保局代管。第一階段由新北市環保局委由德商慧能工程股份有限公司擬定操作管理合約計劃，並經由開標作業由原建造廠商中興電工取得營運權。今由達和環保服務股份有限公司取得營運權。